# Límite de exposición recomendado
Un límite de exposición recomendado (REL, del inglés recommended exposure limit) es un límite de exposición ocupacional que ha sido recomendado por el Instituto Nacional de Salud y Seguridad Ocupacional de los Estados Unidos.  El REL es un nivel que NIOSH cree que protegería la seguridad y la salud de los trabajadores durante su vida laboral si se usa en combinación con controles de ingeniería y prácticas laborales, exposición y monitoreo médico, publicación y etiquetado de peligros, capacitación de los trabajadores y equipo de protección personal. Para formular estas recomendaciones, NIOSH evalúa toda la información médica, biológica, de ingeniería, química, comercial y de otro tipo conocida y disponible. Aunque no son límites exigibles legalmente, los RELS se transmiten a la Administración de Salud y Seguridad Ocupacional (OSHA) o a la Administración de Salud y Seguridad Minera (MSHA) del Departamento de Trabajo de EE. UU. para su uso en la promulgación de normas legales.
Todos los REL se encuentran en la NIOSH Pocket Guide to Chemical Hazards, junto con otros datos clave para 677 grupos de sustancias o sustancias químicas. La Guía de bolsillo es una fuente de información general sobre higiene industrial para trabajadores, empleadores y profesionales de la salud ocupacional. 

### Recomendaciones
Las recomendaciones de NIOSH también se publican en una variedad de documentos, que incluyen:
- Documentos de criterios: recomiendan límites de exposición en el lugar de trabajo y medidas preventivas apropiadas para reducir o eliminar los efectos adversos para la salud y las lesiones accidentales.
- Boletines de inteligencia actualizados: (CIB, en inglés Current Intelligence Bulletins) comparten nueva información científica sobre riesgos laborales, resaltan un riesgo anteriormente no reconocido, informan nuevos datos sobre un riesgo conocido o presentan información sobre el control de riesgos.
- Alertas, Revisiones de Riesgos Especiales, Evaluaciones de Riesgos Laborales y Directrices Técnicas: evalúan los problemas de seguridad y salud asociados con un agente o peligro determinado y recomiendan métodos de vigilancia y control apropiados. Aunque estos documentos no pretenden suplantar los documentos de criterios más completos, están preparados para ayudar a OSHA y MSHA en la formulación de la regulación.

Además de estas publicaciones, NIOSH periódicamente presenta testimonio ante varios comités del Congreso y en audiencias de reglamentación de OSHA y MSHA.